# Marco Aurélio Sebastiano
Marco Aurélio Sebastiano (em latim: Marcus Aurelius Sebastianus) foi um oficial romano do século IV, ativo durante o reinado do imperador Aureliano (r. 270–271). As poucas informações que se conhece sobre ele foram obtidas através de inscrições encontradas Sexaginta Prista (atual Ruse) e Nicópolis (atual Nicopol), ambas na Mésia Inferior. De acordo com estas fontes, datadas de 270/271, Sebastiano era homem perfeitíssimo (vir perfectissimus) e o presidente da província.